# Apple A18
Apple A18およびApple A18 Proは、AppleがデザインしたAppleシリコンであり、64ビットARMアーキテクチャのsystem on a chip (SoC)である。これらは、TSMCの第2世代の3nm半導体製造プロセスで量産され、iPhone 16/16 Plus、iPhone 16e、iPhone 16 Pro/16 Pro Maxに搭載され、Apple Intelligenceに対応する。
2024年9月9日に、Apple A17 Proの後継SoCとして発表された。

## デザイン
Apple A18とA18 Proは、Appleが設計したARMv9.2-A 6コアのCPU（高性能コア2つ、高効率コア4つ）を内蔵している。両者は異なるダイを用いている。
A18はA16 Bionicと比べ、シングルコアで最大30%速い。内蔵RAMはLPDDR5X-7500 8GBである。
A18 ProはA17 Proと比べ、シングルコアで20パーセント少ない電力で最大15%速い。
A18は4または5コアの、A18 Proは6コアのAppleが設計した新しいGPUを搭載している。 ハードウェアによるレイトレーシングは、A18 ProではA17 Proから最大2倍高速化された。16コアのNeural Engineの性能はA17 Proと同じ最大35TOPSである。メモリバンド幅は17% 広くなり、 機械学習は最大2倍速くなった。

## 関連する同世代SoC
- Apple M4
- Apple M4 Pro
- Apple M4 Max